# Рогачёвский переулок (Москва)
Рогачёвский переулок — переулок, расположенный в Северном административном округе города Москвы на территории Бескудниковского района.

## История
Переулок носит своё название с 3 декабря 1966 года. Оно дано по подмосковному селу Рогачёво в память о сражениях, происходивших там в годы Великой Отечественной войны.

## Расположение
Рогачёвский переулок начинается от парка имени Святослава Фёдорова на Селигерской улице и проходит до Бескудниковского бульвара.
К этому переулку относится несколько жилых домов и административных зданий, а также детская поликлиника № 15, филиал № 2.

## Транспорт
На Бескудниковском бульваре имеется остановка «Рогачёвский переулок» (автобусы № м40, 114, 154, 167)

### Метро
- Станция метро «Селигерская» Люблинско-Дмитровской линии — в 400 м на юго-запад.